# دافيد هجادوش
دافيد هجادوش (بالمجرية: Hegedűs Dávid)‏ هو لاعب كرة قدم مجري في مركز الوسط، ولد في 6 يونيو 1985 في إيغر في المجر. لعب مع Szolnoki MÁV FC ‏.

## وصلات خارجية
- دافيد هجادوش على موقع قاعدة بيانات كرة القدم.إي يو (الإنجليزية)
- دافيد هجادوش على موقع Soccerway.com (الإنجليزية)